# Dansk Jersey
Dansk Jersey er en dansk malkekvægsrace baseret på Jersey kvæg, som stammer fra øen Jersey i den engelske kanal. Dansk Jersey er den næstmest udbredte kvægrace i Danmark.

## Historie
På øen Jersey findes kun Jersey kvæg, da der har været forbud mod import af andre racer de sidste 150 år. Jersey kvæg menes at have eksisteret i England siden 1741, dog under navnet alderney's. Den første stambog blev oprettet i 1866, jerseykvægforeningen blev oprettet i 1878 og racen kom til Danmark i 1896. Tidligere blev der set skævt til jerseykoen på grund af dens ringe størrelse – den blev kaldt "husmandskoen" eller "geden". I dag findes jerseykvæg over hele verden og de fineste mælkeprodukter bliver fremstillet ud fra deres mælk.

## Udseende
Jerseykvæget har en typisk gullig farve. Andre farvenuancer forekommer dog også f.eks. sorte, brune og hvide. Hoved, skulder og hofter er oftest en tone mørkere end resten af pelsen og der ses af og til en sort linje langs ryggen. Den mørke mule er omkranset af et hvidt bånd. Hovedet er kort med bred pande, en konkav næseryg og store mørke øjne. Jerseykvæg har horn. Kalvene vokser ikke hurtigt, til gengæld er kødet magert og mørt. En jerseyko vejer omkring 400kg, mens en sortbroget dansk malkeko kan veje omkring 600kg. Jerseykvæget har let ved kælvning, har et godt temperament og er mere modstandsdygtigt overfor sygdomme end andet malkekvæg.

## Mælk
Jerseymælk er helt speciel, den indeholder mere fedt og 15% mere protein i forhold til andre kvægracer. Herudover har jerseymælk flere mineraler og vitaminer, f.eks. indeholder den 10-15% mere kalcium, natrium og fosfor, og betakaroten- og c-vitaminindholdet er højere end i mælk fra andre racer, hvilket gør den god til ostefremstilling og giver en flot dyb farve.